# Drax Group
Drax Group plc ist ein im Großbritannien ansässiges Unternehmen für erneuerbare Energien. Das Unternehmen beschäftigt sich mit der Erzeugung von Strom aus erneuerbaren Energien, der Produktion von nachhaltiger Biomasse und dem Verkauf von Strom aus erneuerbaren Energien an Unternehmen. Zu seinen Segmenten gehören Pelletproduktion, Erzeugung und Kunden. Das Segment Pellet Production befasst sich mit der Produktion und dem anschließenden Verkauf von Biomassepellets in den Verarbeitungsanlagen der Gruppe in Nordamerika. Das Segment Erzeugung umfasst die Stromerzeugungsaktivitäten in Großbritannien. Das Segment Kunden befasst sich mit der Lieferung von Strom und Gas an Nicht-Haushaltskunden in Großbritannien. Das Unternehmen betreibt außerdem ein Erzeugungsportfolio aus nachhaltigen Biomasse-, Wasserkraft- und Pumpspeicherkraftwerken an vier Standorten in England und Schottland. 
Das Unternehmen erzeugt 10 % der Erneuerbaren Energien im Vereinigten Königreich und steht weltweit an zweiter Stelle bei der Erzeugung von nachhaltiger Biomasse.
Das Unternehmen ist im FTSE 250 Index an der Londoner Börse gelistet. 

## Firmengeschichte
Der erste Kraftwerkskomplex wurde im Jahre 1974 errichtet. Im November 1999 kaufte das US-amerikanische Unternehmen AES Corporation das Unternehmen Drax von dem Unternehmen National Power für 1,87 Milliarden Pfund. Aufgrund finanzieller Schwierigkeiten übereignete AES das Unternehmen Drax im August 2003 an seine Kreditgeber. Nach gescheiterten Verkaufsgesprächen mit verschiedenen international tätigen Energieunternehmen (BHP Billiton, International Power, RWE und E.ON) wurde das Unternehmen Drax Power Ltd am 15. Dezember 2005 an die Londoner Börse gebracht.

## Unternehmenskritik wegen Umweltbelastungen
2005 produzierte Drax 20,8 Millionen Tonnen Kohlenstoffdioxid. Die Zeitung The Times berichtete, dieser Ausstoß an Kohlenstoffdioxid liege höher als der Wert, den 103 andere Nationen produzieren würden.
Am 31. August 2006 nahmen über 600 Menschen an einem Protest gegen Kohlendioxidausstoss des Kraftwerks teil ("ReclaimPower"). 29 Menschen wurden bei diesem Protest, der von der Organisation Camp for Climate Action koordiniert wurde, verhaftet. Das Unternehmen ist allerdings mittlerweile bemüht, die Umweltbelastungen zu verringern. Seit September 2007 sind dazu unter anderem neue effizientere Turbinen im Einsatz, die von Siemens Power Generation (PG) geliefert wurden. Seit Mai 2008 wird ein von Alstom errichtetes Kraftwerk betrieben, das mit Biomasse arbeitet. Der Ausstoß von Kohlendioxid wird somit weiter verringert.